# Caught in a Kilt
Caught in a Kilt è un cortometraggio muto del 1915 diretto da W.P. Kellino.

## Trama
Un marito geloso cerca di sorprendere la moglie mentre sta amoreggiando con il vicino di casa.

## Produzione
Il film fu prodotto dalla Cricks.

## Distribuzione
Distribuito dalla Davison Film Sales Agency (DFSA), il film - un cortometraggio in una bobina - uscì nelle sale cinematografiche britanniche nel maggio 1915.